# Toussaint-Henri-Joseph Fafchamps

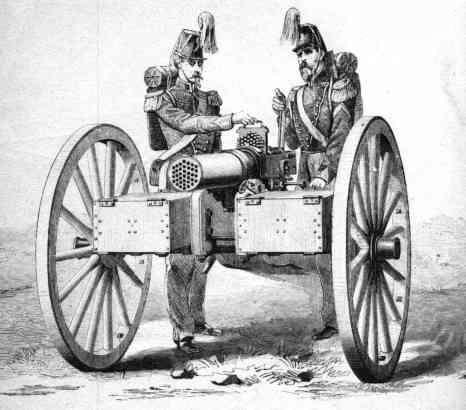
La metrallera Montigny de 37 cañones, realizada en 1863, estaba basada en la invención de Fafchamps.

Toussaint-Henri-Joseph Fafchamps (Housse, Blegny, 12 de noviembre de 1783 - Saint-Josse-ten-Noode, 9 de julio de 1868), en ocasiones deletreado como Fafschamps, fue un capitán del ejército belga. En 1851, junto al armero belga Joseph Montigny y la compañía Fusnot desarrolló la metrallera, que es considerada en ocasiones como la primera ametralladora de la historia, 10 años antes de la invención de la ametralladora Gatling.

## Especificaciones
Fafchamps creó un prototipo de su máquina, que fue remitida a Montigny, así como los planos de la misma. El modelo de Fafchamps era un arma de 50 cañones de disparo manual, empleando el sistema de aguja y cartuchos de papel, pensada como un arma estática para defender fortificaciones. Fafchamps la denominó "carabina múltiple".

## Evolución
Joseph Montigny mejoró posteriormente el arma, desarrollando en 1863 la metrallera Montigny de 37 cañones, más ligera y portable, también conocida como la "metrallera Fafchamps-Montigny". En 1859 Montigny presentó el diseño a Napoleón III, lo que llevó al desarrollo de la metrallera Reffye, diseñada por Jean-Baptiste Verchère de Reffye con la colaboración de Montigny, y que fue adoptada por el ejército francés en 1865. La invención de Fafchamps fue de este modo la base de la metrallera empleada por los franceses en la Guerra Franco-Prusiana de 1870. 